# 秀氏水母科
秀氏水母科（学名：Sugiuridae）为软水母目的一个科。

## 下级分类
本科包括以下属：
- Multioralis Mayer, 1900
- 秀氏水母属 Sugiura Bouillon, 1984